# Dr. Seuss
Theodor Seuss Geisel (Springfield, Massachusetts, 2 de marzo de 1904 – San Diego, California, 24 de septiembre de 1991) fue un escritor y caricaturista estadounidense, conocido por sus libros infantiles escritos bajo su seudónimo, Dr. Seuss. Publicó más de 60 libros para niños, que a menudo se caracterizan por sus personajes imaginativos, rimas y el uso frecuente de trisílabas.
Dr. Seuss escribió libros tan populares como Hop on Pop, ¡Cómo el Grinch robó la Navidad! (How The Grinch Stole Christmas), que tiene como personaje principal al Grinch, El Lorax (The Lorax) y El gato en el sombrero –también conocido como El gato garabato (The Cat in the Hat) y El gato ensombrerado-. Usando cuentos e imágenes surrealistas, las obras de Seuss despiertan la imaginación de los lectores a la vez que tratan temas esenciales como el deterioro del medio ambiente o la adquisición de la propia identidad. El constante juego de palabras convierte sus textos en obras casi intraducibles.
En 1984, recibió una mención especial del premio Pulitzer, por su contribución a la literatura infantil.

## Biografía
Theodor Seuss Geisel nació el 2 de marzo de 1904 en Springfield (Massachusetts), hijo de Henrietta Seuss y Theodor P. Geisel. Tuvo dos hermanas. Su padre era superintendente de parques y se encargaba del Forest Park, en Springfield, un parque enorme que incluía dentro de sus límites un zoológico y estaba ubicado a tres cuadras de una librería.
Era miembro de una familia emigrante de Alemania, por lo que el nombre Seuss se pronunciaría en realidad /ˈsɔʏs/ (“sois”), sin embargo en Estados Unidos popularizaron la pronunciación /ˈsu:s/ (“sus”) y es la pronunciación aceptada casi universalmente al referirse al nombre de este escritor.
Acudió a la Universidad de Darthmouth, donde se unió al diario de la universidad y llegó a ocupar el cargo de editor en jefe. Sin embargo, cuando las autoridades de la institución descubrieron una fiesta clandestina organizada por Theodor durante un período de ley seca, decidieron que el joven Geisel debía renunciar a todas sus actividades extracurriculares. Al verse privado de su puesto como editor buscó la forma de continuar participando en la redacción del diario de su universidad, el Darthmouth Jack-O-Lantern, así que empezó a firmar sus textos como “Seuss”. Entró luego a la Universidad Lincoln, en Oxford, Inglaterra, buscando un doctorado en literatura. En Oxford conoció a Helen Palmer Geisel, con quien contrajo matrimonio en 1927. Acabó regresando a Estados Unidos sin haber obtenido el título.
El “Dr.” de su seudónimo es un homenaje a los deseos de su padre, que anhelaba que él obtuviera un doctorado en Oxford. Durante una difícil enfermedad su esposa se suicidó el 23 de octubre de 1967. Seuss se casó el año siguiente con Audrey Stone Dimond. Dr. Seuss falleció luego de varios años de enfermedad en La Jolla, California, el 24 de septiembre de 1991. En 2002, el Jardín Nacional de Esculturas del Dr. Seuss fue inaugurado en su ciudad natal de Springfield (Massachusetts) y tiene varias estatuas de Dr. Seuss y de muchos de sus personajes. A pesar de haber dedicado gran parte de su vida a escribir libros para niños, el Dr. Seuss nunca tuvo hijos.

## Obra

### Primeros años
Empezó a enviar artículos humorísticos a medios escritos como Judge, The Saturday Evening Post, Life, Vanity Fair y Liberty. Además gozó de fama nacional gracias a una serie de anuncios publicitarios que creó para el insecticida Flit. Geisel se mantuvo económicamente a sí mismo y a su esposa durante la Gran Depresión haciendo dibujos publicitarios para General Electric, NBC y otras compañías. También realizó el guion y los dibujos de una caricatura de corta vida llamada Hejji, en 1935.

### Primer libro infantil
En 1937, mientras Seuss regresaba de Europa en un viaje marítimo, el ritmo del motor del barco inspiró el poema que se convirtió luego en su primer libro, Y pensar que lo vi por la calle Porvenir (And to Think That I Saw It on Mulberry Street). Seuss escribió tres libros infantiles más antes de que empezara la Segunda Guerra Mundial, dos de los cuales se encuentran redactados en prosa, cosa atípica en los textos de Seuss.

### Segunda Guerra Mundial
Al empezar la Segunda Guerra Mundial, Dr. Seuss se inclinó por las caricaturas de temática política, y dibujó más de 400 tiras en dos años como caricaturista editorial para el PM, un periódico izquierdista de Nueva York. Estas caricaturas, luego publicadas en el libro Dr. Seuss va a la Guerra, se oponían a Hitler y Mussolini y eran de alto contenido crítico. Otras caricaturas criticaban el racismo ante los judíos y negros y a los efectos nocivos del racismo en tiempos de guerra. Sus caricaturas apoyaban al presidente Roosevelt y su manejo de la guerra, y atacaban frecuentemente al congreso, a la prensa y a otros por las críticas a Roosevelt, por las críticas ante la ayuda a la Unión Soviética, la investigación de los sospechosos de comunismo y demás ofensas que consideraba contribuían a la desunión del país.
En 1942, Dr. Seuss dirigió sus energías al apoyo directo a los esfuerzos de los Estados Unidos ante la guerra. Primero trabajó dibujando carteles para el Departamento del Tesoro y la Junta de Producción de Guerra. En 1943 se unió al Ejército con el rango de Capitán y fue comandante del Departamento de Animación de la Primera Unidad de Películas de las Fuerzas Aéreas del Ejército de los Estados Unidos. Allí escribió los guiones de cortometrajes que incluían Tu trabajo en Alemania, una película de 1945 sobre la paz en la Europa posterior a la guerra, Diseño para Muerte, un estudio de la cultura japonesa que ganó un premio de la Academia a Mejor Documental en 1947, y el Soldado Snafu, una serie de cortometrajes sobre el entrenamiento del Ejército. Mientras formó parte del Ejército, se le otorgó la Legión al Mérito. Otras películas animadas de corte no militar realizadas por Seuss en la época también tuvieron gran acogida. Gerald McBoing-Boing se llevó el premio de la Academia al mejor corto animado en el año 1950.

### Obras más famosas

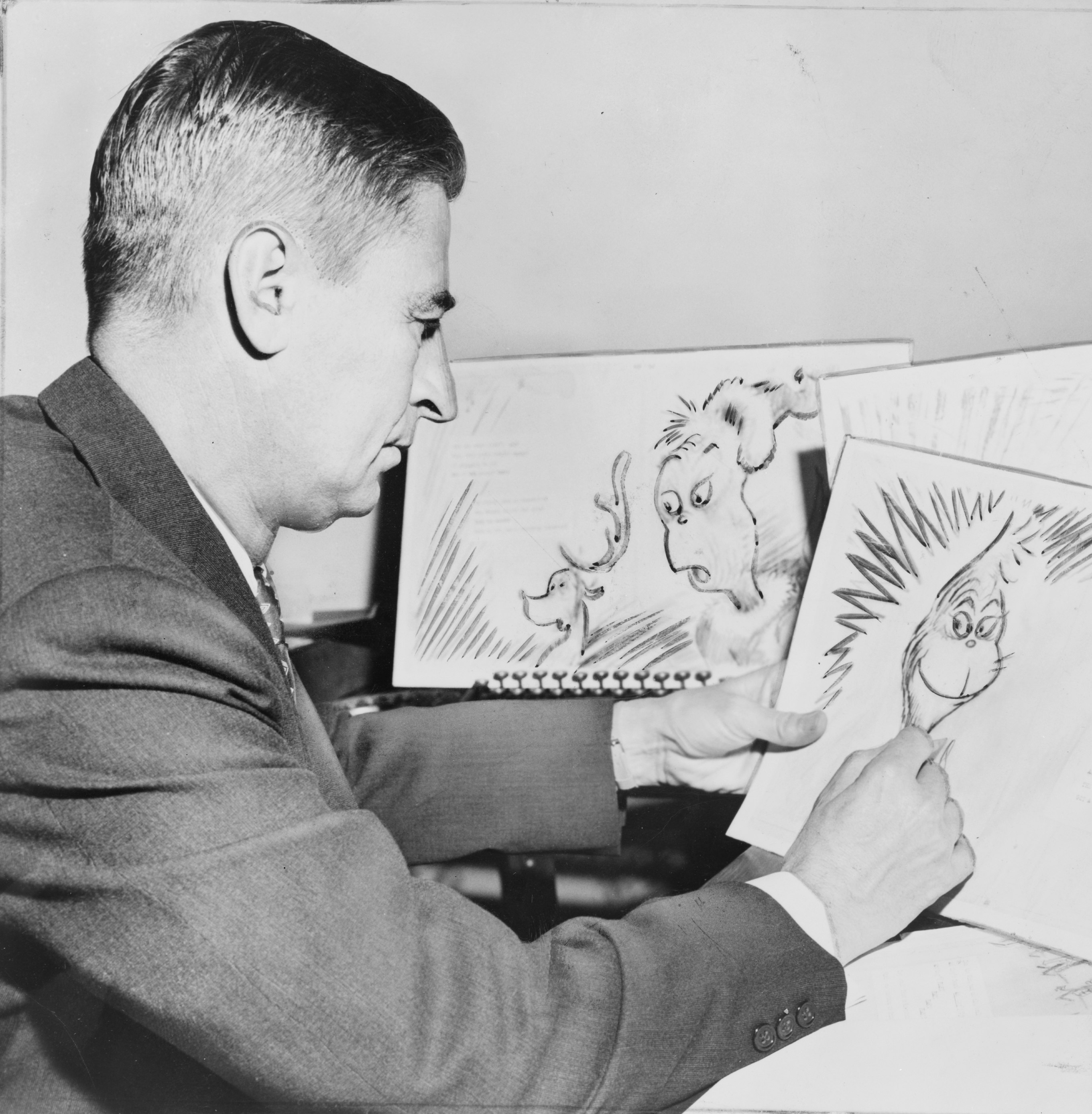
Geisel trabajando en un dibujo del Grinch para How the Grinch Stole Christmas! en 1957.

Después de la guerra, el Dr. Seuss y su esposa se mudaron a La Jolla, California. Volvió a trabajar en libros infantiles y escribió los que muchos consideran sus mejores trabajos, incluyendo títulos como: If I ran the Zoo (Si yo dirigiera el Zoológico, 1950), Scrambled Eggs Super! (¡Súper huevos revueltos!, 1953), On Beyond Zebra! (¡Más allá cebra!, 1955), If I ran the Circus (Si yo dirigiera el circo, 1956) y How the Grinch Stole Christmas! (¡Cómo el Grinch robó la Navidad!, 1957).
Escribió la película musical de fantasía Los cinco mil dedos del Dr. T, que se estrenó en 1953. La película fue un fracaso, aunque posteriormente se convirtió en un film de culto, y Seuss nunca intentó realizar otro largometraje.
Al mismo tiempo, ocurrió algo que influenció mucho el trabajo de Seuss: en mayo de 1954, la revista Life publicó un reportaje sobre las dificultades que tenían los niños de las escuelas para leer correctamente porque, según el artículo, "sus libros eran aburridos". El publicista de Seuss creó una lista de 400 palabras que consideraba importantes y le pidió a Dr. Seuss que la redujera a 250 palabras y que escribiera un libro usando únicamente estas. Nueve meses después, Seuss, utilizando 220 de las palabras que le fueron dadas, completó El gato en el sombrero (The Cat in the Hat). El libro mantuvo los dibujos característicos de Seuss, la rima y todo el poder imaginativo de los trabajos anteriores, y gracias a la simplicidad de su léxico podía ser disfrutado por lectores principiantes.
Existe el rumor de que en 1960, Bennett Cerf le apostó 50 dólares a que no podría escribir un libro usando solo cincuenta palabras. El resultado de tal apuesta es supuestamente Green Eggs and Ham (Huevos verdes con jamón). El rumor indica además que Cerf nunca le pagó lo acordado, pero esto no ha sido comprobado.

### Obras para adultos
Seuss escribió también para adultos usando el mismo estilo de rimas y dibujos, tales fueron: The Seven Lady Godivas: The True Facts Concerning History's Barest Family (Las siete Lady Godivas: los hechos reales concernientes a la historia de la familia más desnuda); Oh, The Places You'll Go! (¡Ah, los lugares a los que irás!); y You're Only Old Once (Solo se es viejo una vez).

## Sílabas métricas
Dr. Seuss escribió la mayoría de sus libros en forma de rimas. La teoría métrica que utilizaba consistía de cuatro unidades rítmicas, estilo similar al de Lord Byron y otros grandes poetas. Estos versos y su interesante ritmo son apreciables únicamente en el idioma original inglés, aunque se han realizado traducciones que intentan preservar el estilo en verso del autor.

## Dibujos
Los primeros trabajos de Seuss a menudo empleaban la sombra y textura de los trazos a lápiz o de acuarelas, pero en los libros infantiles del periodo de posguerra empleaba generalmente trazos hechos a base de pluma y tinta. Normalmente solo usaba blanco y negro para sus dibujos, y a veces uno o dos colores extra. Sus libros más tardíos, como El Lorax, tuvieron más colores.
Las figuras de Seuss son a menudo redondeadas y de hombros algo caídos. También casi todos los edificios o aparatos mecánicos que dibujó Dr. Seuss evitaban las líneas rectas. Ninguna caricatura suya tiene una sola línea recta a pesar de que dicho objeto tenga piezas rectas en la realidad. Seuss disfrutaba dibujar objetos muy elaborados arquitectónicamente, y su amplia gama de palacios, rampas, plataformas y escaleras eléctricas están entre las más recordadas de sus creaciones.
También cabe destacar que todas las creaciones del Dr. Seuss tienen la parte inferior de la nariz muy alargada.

## Adaptaciones
Durante la mayor parte de su carrera se rehusó a que sus personajes tuvieran vida fuera de los libros. Sin embargo, permitió la creación de algunos dibujos animados, un arte en el cual ya tenía algo de experiencia gracias a sus producciones durante la Segunda Guerra Mundial.
La primera adaptación de sus dibujos fue Horton Hatches the Egg (Horton empolla el huevo), en 1942, que fue animada por Warner Brothers, el mismo estudio con el que trabajó al hacer Soldado Snafu. Dirigido por Robert Clampett, Horton empolla el huevo fue presentado como parte de las Merrie Melodies e incluía una serie de bromas que no estaban en la versión original de la historia.

En 1959, autorizó a Revell, una conocida empresa de modelos de plástico, para hacer una serie de "animales" cuyos cuerpos se desmontaban en varias partes, así en lugar de ser pegadas podrían ser montadas, desmontadas y montadas de nuevo. La serie se llamó El zoológico del Dr. Seuss (Dr. Seuss Zoo), e incluyó a Gowdy the Dowdy Grackle, Norval the Bashful Blinket, Tingo the Noodle Topped Stroodle y Roscoe the Many Footed Lion. Las partes básicas del cuerpo eran las mismas y todas eran intercambiables, lo que posibilitó a los niños combinar partes de diferentes personajes en forma esencialmente ilimitada y la creación de sus propios personajes animales (la venta de Gowdy, Norval y Tingo podía ser juntos en un "Set de regalo", así como también en forma individual). Revell también incluyó un pegamento convencional junto al "kit de principiantes" de El gato en el sombrero.
En 1966 Seuss autorizó al eminente caricaturista Chuck Jones, su amigo y antiguo colega de guerra, a hacer una versión animada de ¡Cómo el Grinch robó la Navidad! Dr. Seuss fue acreditado como coproductor de dicha adaptación, bajo el nombre de Ted Geisel. Esta caricatura fue muy fiel a la versión original y es considerada un clásico hasta el presente, siendo parte del catálogo de películas navideñas que se muestran cada año en la televisión estadounidense.
De 1971 a 1982, el Dr. Seuss escribió siete especiales de televisión, que fueron producidos por Enterprises DePatie-Freleng y emitidos en CBS: El gato (1971), El Lorax (1972), Dr. Seuss on the Loose (1973), The Hoober-Bloob Highway (1975), Halloween is Grinch Night (Noche Grinch, 1977), Pontoffel Pock, Where Are You? (1980) y The Grinch Grinches (1982). Varios de estos especiales fueron nominados y ganaron varios premios Emmy.
Un cortometraje animado soviético en pintura sobre vidrio llamado Welcome (Bienvenido, adaptación de Thidwick el Alce de gran corazón) fue realizado en 1986. La última adaptación de las obras del Dr. Seuss antes de su muerte fue La batalla de libros de mantequilla (The Butter Battle Book), un especial de televisión basado en el libro del mismo nombre, dirigido por la leyenda de la animación para adultos Ralph Bakshi. El mismo Geisel llamó al especial "la más fiel adaptación de su obra".
Hacia el ocaso de su vida Seuss suavizó su política y permitió la realización de más series animadas y juguetes basados en sus personajes, por lo general de El Gato y El Grinch.

### Películas

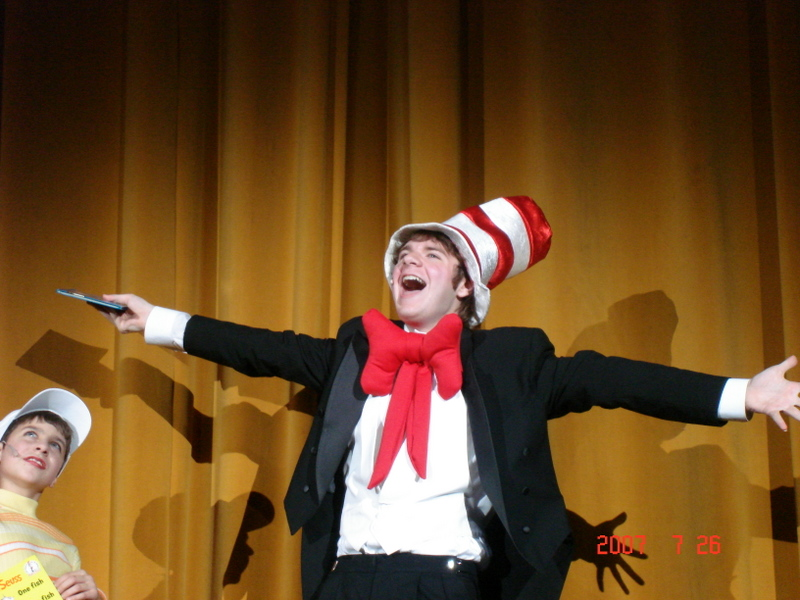
Jacob Myers interpretando a El gato en el sombrero en Seussical, un musical de Broadway.

Cuando Seuss falleció a causa de cáncer en 1991, los derechos de sus creaciones pasaron a manos de su viuda, Audrey Geisel, quien aprobó una versión con actores reales de ¡Cómo el Grinch robó la Navidad!, protagonizada por Jim Carrey. También permitió la creación de musicales para Broadway, uno llamado Seussical, basado en ¡Horton escucha a Quién!, y una versión de ¡Cómo El Grinch robó la Navidad!. En 2003, El gato en el sombrero fue llevada a la pantalla grande protagonizada por Mike Myers. A Audrey Geisel no le agradó esta versión cinematográfica, ya que sus diferencias con la historia original fueron un pocos extrañas y afirmó que no se harían más adaptaciones con actores reales de ningún libro de su esposo, por lo que una secuela planeada basada en El gato en el sombrero viene de nuevo fue cancelada.
El 14 de marzo de 2008, se estrenó Dr. Seuss' Horton Hears a Who!, una película de animación por ordenador basada en el libro ¡Horton escucha a Quién! (Horton Hears a Who!), donde Jim Carrey hace la voz del personaje principal, el Elefante Horton.
El 2 de marzo de 2012, Universal Pictures e Illumination lanzaron una película 3D generada por computadora de El Lorax. El lanzamiento coincidió con el cumpleaños número 108 de Seuss. El reparto incluye a Danny DeVito como El Lorax, Zac Efron como Ted (el joven del libro) y a Ed Helms como El-Una-Vez. La película incluye varios personajes nuevos: Rob Riggle como O'Hare (villano de la película), Betty White como Norma, la abuela de Ted, y a Taylor Swift como Audrey, la enamorada de Ted (nombrada así en honor a Audrey Geisel, la viuda de Dr. Seuss). La película debutó en la posición # 1 en la taquilla de Estados Unidos, ganando 70 millones de dólares. La cinta finalmente recaudó un total de $ 214.030.500 dólares.
El 9 de noviembre de 2018, Universal Pictures e Illumination lanzaron una película 3D generada por computadora de ¡Cómo el Grinch robó la Navidad!. Fue la última adaptación cinematográfica de Dr. Seuss lanzada durante la vida de la viuda de Seuss, Audrey Geisel, quien se desempeñó como productora ejecutiva de la película y murió el 19 de diciembre de 2018, cinco semanas después del estreno de la película. El reparto incluye a Benedict Cumberbatch como el Grinch, Cameron Seely como Cindy Lou Who, Rashida Jones como Donna Who y Pharrell Williams como el Narrador. Recaudó más de $526 millones de dólares en todo el mundo, convirtiéndose en la película navideña más taquillera de todos los tiempos, así como en la adaptación cinematográfica de Dr. Seuss más taquillera.

### Seuss Landing

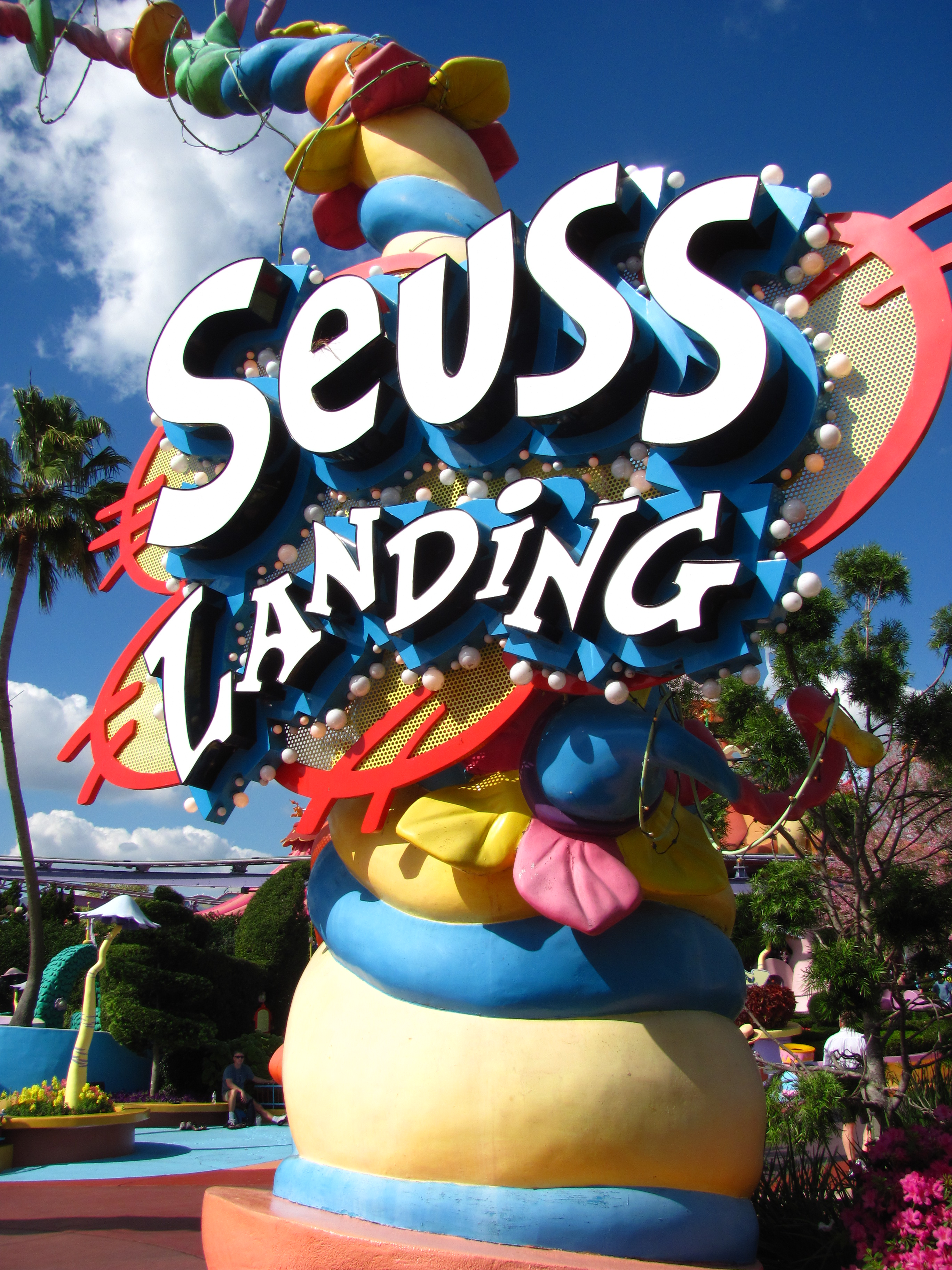
Seuss Landing en el parque temático Islands of Adventure.

Los personajes de los libros de Dr. Seuss pueden apreciarse en un parque de diversiones llamado Seuss Landing, en el parque temático Islands of Adventure, perteneciente a Universal Studios en Orlando, Florida.
El parque cuenta con diferentes secciones como:
- Cats, hats & things, la cual es una tienda donde se pueden hallar camisetas, juguetes y regalos diversos.
- All the books you can read, una tienda donde se encuentran tanto libros como DVD.
- Snookers & snookers Candy Cookers: como su nombre en inglés lo indica, es una dulcería donde se venden bocadillos, manzanas cubiertas de caramelo o chocolate y algodón de dulce, entre otros.
- Mulberry Street store. Aquí se pueden encontrar lentes, tazas, ropa, souvenirs, sombreros, pelucas y mucha mercancía de El Grinch y El gato ensombrerado.

Para mantenerse apegados a la esencia de los libros en el parque no existe ni una sola línea recta, todo es curvo.

### Versiones animadas
- El Grinch (How The Grinch Stole Christmas)
- ¡Horton escucha a Quién!
- El gato en el sombrero (The Cat in the Hat)
- El Lorax
- El Dr. Seuss anda suelto (Dr. Seuss on the Loose!)
- La autopista Hoober-Bloob (The Hoober-Bloob Highway) (1975)
- Halloween Is Grinch Night (1977)
- Pontoffel Pock, Where Are You? (1980)
- The Grinch Grinches the Cat in the Hat (1982)
- La batalla de la mantequilla (The Butter Battle Book) (1989)
- Mayzie Cabeza en Flor (Daisy-Head Mayzie) (1995)
- Dr. Seuss' Horton Hears a Who!
- Dr. Seuss' The Lorax

### Obras traducidas al español
Traducir los libros de Dr. Seuss es un gran reto, pues las rimas y su estilo de escritura deben ser adaptados a otros idiomas. La cubana Yanitzia Canetti fue nombrada la traductora oficial de Dr. Seuss al español y ha traducido sus libros desde entonces.

### Obras traducidas por Yanitzia Canetti
- ¡Cómo El Grinch robó la Navidad! (2000)
- ¡Horton escucha a Quién! (2002)
- El gato en el sombrero viene de nuevo (secuela de El gato en el sombrero) (2004)
- Un pez, dos peces, pez rojo, pez azul (2005)
- Y pensar que lo vi por la calle Porvenir (2006)
- ¡Hay un molillo en mi bolsillo! (2007)
- Yoruga la tortuga y otros cuentos (2009)
- Alfabeto con Dr. Seuss del ABC (2026 músico)

### Obras traducidas por varios
- El gato en el sombrero
- Trabalenguas de mareo
- Alfabeto con Dr. Seuss del ABC
- Huevos verdes con jamón
- El Lorax
- Oh, cuán lejos llegarás
- Los 500 sombreros de Bartolomé Cubbins
- Yo puedo leer con mis ojos cerrados